# Johann Jürgen Sickert

Johann Jürgen Sickert: The Road to the North, Öl auf Leinwand, 27 × 40 cm, Sammlung: Islington Local History Centre and Museum

Johann Jürgen Sickert (* 23. Dezember 1803 in Flensburg; † 4. Oktober 1864 in Altona) war ein deutsch-dänischer Maler, Fotograf und Lithograf.

## Leben
Sickert wurde im damals dänischen Flensburg als Sohn des Seemanns Hans Hinrich Sickert und dessen Ehefrau Maria Wiebken geb. Tiebe geboren. 
Über seine Ausbildung ist wenig bekannt. Die Zeit seines künstlerischen Schaffens wurde durch zunehmende politische Spannungen zwischen Dänen und Deutschen im dänischen Gesamtstaat geprägt, ohne dass die Grenzen zwischen den nationalen Kulturen bereits deutlich hervorgetreten wären.
Unter Christian VIII. soll er als Dekorationsmaler in den königlichen Schlössern tätig gewesen sein.
Am 3. Juni 1828 heiratete er in Altona Caroline Friederike Margaretha Niebuhr geb. Thiele (1787–1838). 
1834 erwarb er das Bürgerrecht in der Stadt Altona. Er fertigte Porträtminiaturen und arbeitete als Restaurator, Zeichenlehrer und Dekorationsmaler. Er eignete sich die aufkommende Daguerreotypie an, um die wachsende Nachfrage  eines breiten Publikums nach Porträts zu befriedigen. Ab 1845 bemühte er sich, den Altonaer Kunstverein wieder zu beleben. Sein Sohn, der Maler Oswald Adalbert Sickert, wurde von ihm ausgebildet und gefördert. Oswald stellte Verbindungen zum englischen Kunstmarkt her, der Johann Jürgen Sickerts Landschaftsbilder nachfragte. 
Seine Enkel waren die Maler Bernhard und Walter Sickert.